# Dorp aan de oever van een rivier
Dorp aan de oever van een rivier is een schilderij door de Zuid-Nederlandse schilder Joseph van Bredael in het Rijksmuseum in Amsterdam.

## Voorstelling
Het stelt een dorp voor aan een rivier voor met links een standerdmolen en in het verschiet een kerktoren. Aan de oever bevindt zich een menigte figuren, ruiters met honden, huifkarren en koetsen. In het water bevinden zich een aantal vaartuigen, waaronder beurtschepen en een veerboot. Het werk is geschilderd in de stijl van Jan Brueghel de Oude, een 17e-eeuwse schilder, die in het begin van de 18e eeuw nog steeds erg populair was.

## Toeschrijving en datering
Het schilderij is rechtsonder gesigneerd en gedateerd ‘J. BREDA F. 1723’.

## Herkomst
Het werk wordt in 1752 voor het eerste gesignaleerd in de verzameling van Adriaan Leonard van Heteren in Den Haag. Van Heteren liet het na zijn dood na aan zijn zoon, Adriaan Leonard van Heteren Gevers. Deze verkocht het werk op 8 juni 1809 samen met 135 andere schilderijen, bekend als het Kabinet Van Heteren Gevers, aan het Rijksmuseum.